# مرس السلطان
مقاطعة مرس السلطان هي أحد مقاطعات عمالة الدار البيضاء غرب المملكة المغربية. تضم مقاطعة مرس السلطان أحياء مهمة للدار البيضاء و تأوي مقاطعة مرس السلطان 145.928 نسمة (حسب الإحصاء الرسمي 2004). سمي على سيدي محمد مرس السلطان. في سبتمبر 2024، صنفت "تايم آوت" منطقة مرس السلطان كثاني أروع حي في العالم، بفضل أصالتها الفنية ومبانيها ذات طراز آرت ديكو التي أصبحت مكان الإقامة المفضل للفنانين من الدار البيضاء.

## معالم وأماكن شهيرة
- مدرسة مرس سلطان شيدت عام 1916

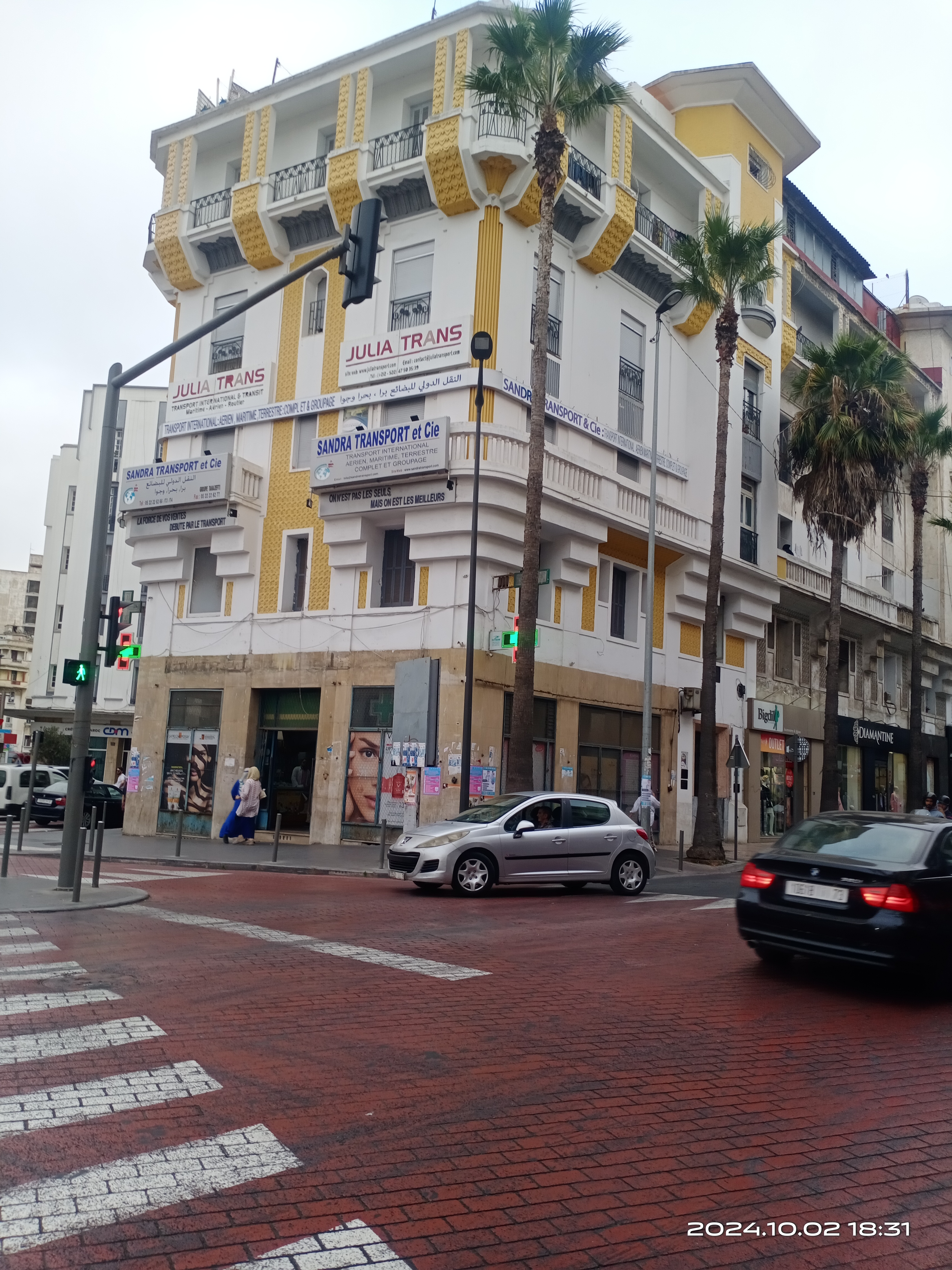
بناية تاريخة بحي مرس السلطان الدار البيضاء

- مبنى الحرية، (17 طابقا) تم بناؤه عام 1949 من قبل المهندس المعماري رينيه موراندي، فاز في مسابقة أعلى بناية  في 1949 [5]
- متحف عبد الوهاب الدكالي والذي يقع في أعلى مبنى الحرية

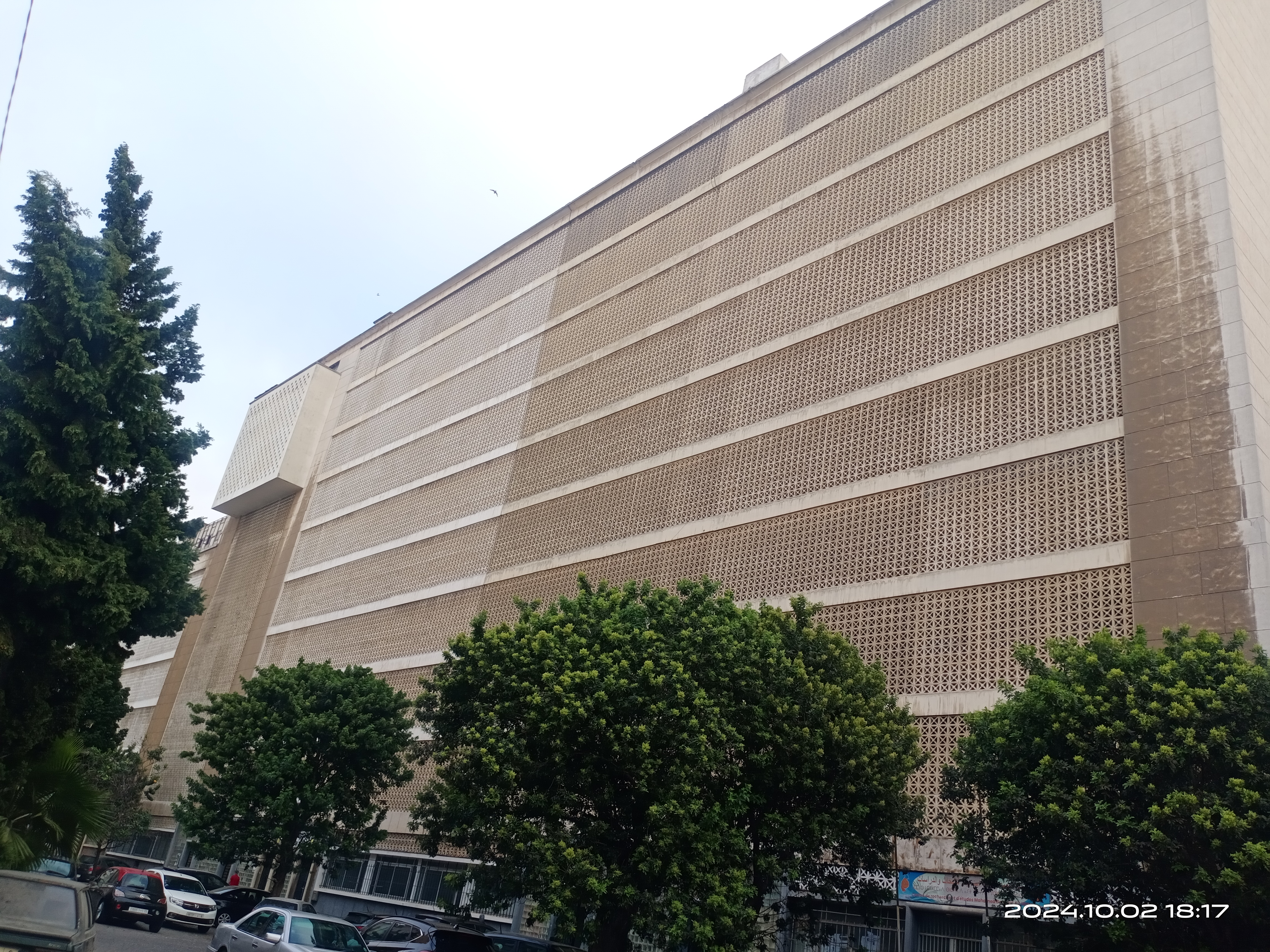
بناية ماريشال أمزيان، مرس السلطان الدار البيضاء

- بناية ماريشال أمزيان، مرس السلطان الدار البيضاءبناية ماريشال أمزيان، مبنى سكني تاريخي،
- سوق شارع أكادير يسمى أيضا سوق زيفاكو، صمم سنة 1972 من قبل المهندس المعماري الفرنسي من أصل مغربي جان فرانسوا زيفاكو
- سينما أيدن ريترو
- مقهى الشانزليزيه
- متنزه نيفادا للتزلج
- فندق واشنطن
- فيلا كارل فيكي (مقابل المبنى الشهير “المكون من 17 طابقا”)
- فيلا المستقيل (ٍَVilla avenir)
  - المسجد المحمدي 1936
  - محكمة الباشا
  - حديقة مردوخ (حديقة الإيسيسكو)

== معرض الصور == 

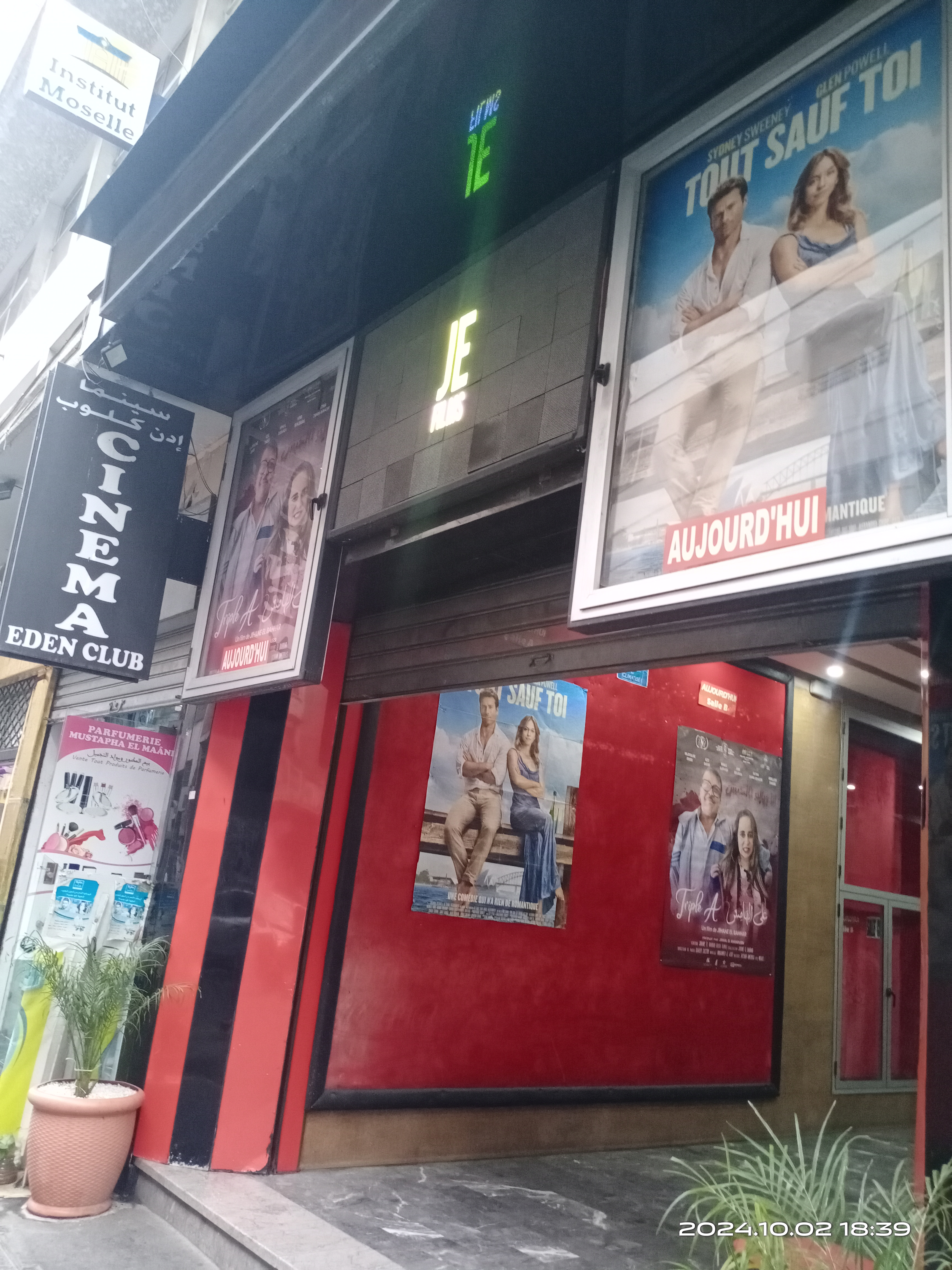
سينما إيدن كلوب مرس السلطان المحمدية